# Duo Bucolico
Il Duo Bucolico è un gruppo musicale italiano formato nel 2005 dai cantautori romagnoli Antonio Ramberti e Daniele Maggioli.

## Storia del gruppo
Daniele Maggioli ed Antonio Ramberti, i fondatori del gruppo musicale, si incontrano per la prima volta nell'inverno 2003. Poco dopo cominciano a scrivere canzoni insieme, arrivando nel 2005 a formare il Duo Bucolico presso una sagra di paese. Da allora cominciano a tenere concerti in giro per l'Italia, specie in piazze, club e festival musicali. Nel 2008 esce il loro primo disco, Opere di cantautorato illogico, prodotto da Cinedelic Records, la casa di produzione musicale che lavorerà anche a tutti i loro successivi album. Del 2009 è Colonnello Mustafà, loro secondo disco, seguito nel 2011 da Bucolicesimo, contenente la canzone Il bevitore longevo, scritta da Giacomo Toni. Nello stesso anno il Duo Bucolico fonda la Banda Bucolica, una piccola orchestra che sporadicamente lo accompagna in concerto. Nel 2012 esce La Beba, seguito nella primavera del 2014 da Furia Ludica, dopo il quale comincia una serie di concerti in giro per l'Italia che impegna il duo sino al 2016. Sempre nel 2016 esce Cosmicomio, loro sesto disco, coprodotto da Cinedelic Records e La Fabbrica Etichetta Indipendente, in cui sono presenti due collaborazioni: Senza Te sto con i Supermarket e Barbanera con i I Camillas. La copertina dell'album è stata curata da Lorenzo Kruger, voce dei Nobraino.

## Formazione
- Daniele Maggioli – chitarra, voce (2005-presente)
- Antonio Ramberti – tastiera, voce (2005-presente)

## Discografia

### Album in studio
- 2008 – Opere di cantautorato illogico
- 2009 – Colonnello Mustafà
- 2011 – Bucolicesimo
- 2012 – La Beba
- 2014 – Furia Ludica
- 2016 – Cosmicomio
- 2019 – Random
- 2022 – Via col vento
- 2024 - Cerbottane